# Старое Село (Стрыйский район)

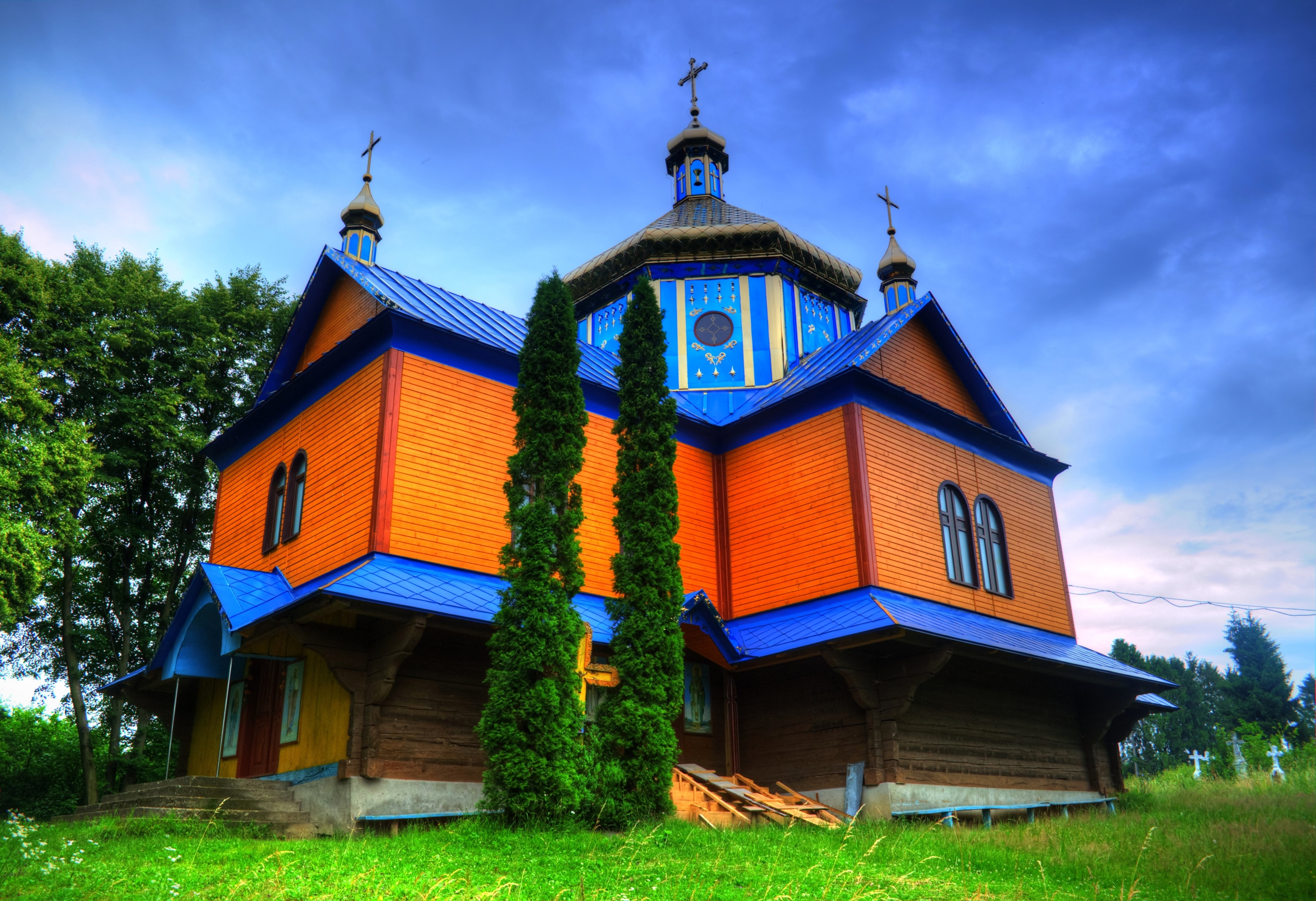
Церковь Успения Пресвятой Богородицы

Старое Село (укр. Старе Село) — село в Журавновской поселковой общине Стрыйского района Львовской области Украины.
Население по переписи 2001 года составляло 657 человек. Занимает площадь 1,7 км². Почтовый индекс — 81794. Телефонный код — 3239.